# Ludwig Berger (compositore)
Carl Ludwig Heinrich Berger (Berlino, 18 aprile 1777 – Berlino, 16 febbraio 1839) è stato un compositore, pianista e insegnante tedesco.

## Biografia
Nacque a Berlino e trascorse la sua gioventù a Templin e a Francoforte, dove studiò flauto e pianoforte. Successivamente, studiò composizione con J. A. Gürrlich a Berlino. Divenne amico del compositore Clementi e lo visitò in Russia, dove rimase per otto anni. Mentre era in Russia, si sposò, ma rimase vedovo in meno di un anno. Durante le guerre napoleoniche, fuggì a Londra, dove le sue esibizioni per pianoforte furono ben accolte. Ritornò a Berlino nel 1815 e vi soggiornò per il resto della sua vita.
Un disturbo nervoso al braccio portò alla fine della sua carriera, e si fece una reputazione come insegnante, insegnando a Mendelssohn, Taubert, Henselt, Dorn e August Wilhelm Bach.
Berger scrisse oltre 160 canzoni da solista (per esempio nel 1816-17 un ciclo di canzoni "Die schöne Müllerin" basato su un gioco di società), così come un concerto per pianoforte, sette sonate per pianoforte, ventinove studi e diverse opere di pianoforte didattico.